# Eiskunstlauf-Weltmeisterschaft 1899
Die 4. Eiskunstlauf-Weltmeisterschaft fand am 12. Februar 1899 in Davos (Schweiz) statt. 
Gustav Hügel gewann seinen zweiten Weltmeistertitel nach 1897.

## Ergebnisse

### Herren
| Platz | Sportler       | Land                   |
| ----- | -------------- | ---------------------- |
| 1     | Gustav Hügel   | Österreich             |
| 2     | Ulrich Salchow | Schweden               |
| 3     | Edgar Syers    | Vereinigtes Königreich |

Punktrichter waren:
- H. Günther  Schweiz
- F. Stahel  Schweiz
- P. Birum  Schweiz
- C. Steffens  Schweiz
- J. Olbeter  Schweiz

## Quelle
- World figure skating championships 1896–1899 (men). Skatabase, archiviert vom Original am 11. Oktober 2008; abgerufen am 21. Mai 2018 (englisch).